# Буэ, Доминик
Доминик Буэ (фр. Dominique Bouet; 31 марта 1964 — 2 июля 1990) — французский регбист, выступавший на позиции столба.

## Биография
Проживал в городе Гамар-ле-Бен, регби занялся в городе Монфор-ан-Шалос, выступая за местный клуб «Монфор» (фр. AS Monfort. Осенью 1984 года он перешёл в «Дакс», в его основном составе дебютировал в сезоне 1986/1987. С клубом дошёл до финала турнира Шаленж Ив дю Мануа в сезоне 1987/1988, проиграв в финальном матче «Тулузе».
20 мая 1989 года Буэ сыграл матч за вторую сборную Франции против сборной СССР (французы победили 18:16, проигрывая к перерыву 3:10). 17 июня 1989 года он дебютировал в составе основной сборной Франции в матче против Новой Зеландии, сыграв всего 5 матчей за сборную. Свой последний матч он сыграл 30 июня 1990 года против Австралии в рамках турне по Австралии.
В ночь с 1 на 2 июля 1990 года, спустя сутки после матча против Австралии, Буэ скончался в номере гостиницы в Нумеа, где остановилась французская сборная. Диагноз врачей — вдыхание желудочного сока, приведшее к закупориванию трахеи и вызвавшее асифксию.

## Достижения
- Финалист Шаленж Ив дю Мануа[фр.]: 1987/1988[фр.]